# De aanbidding door de wijzen (1556)

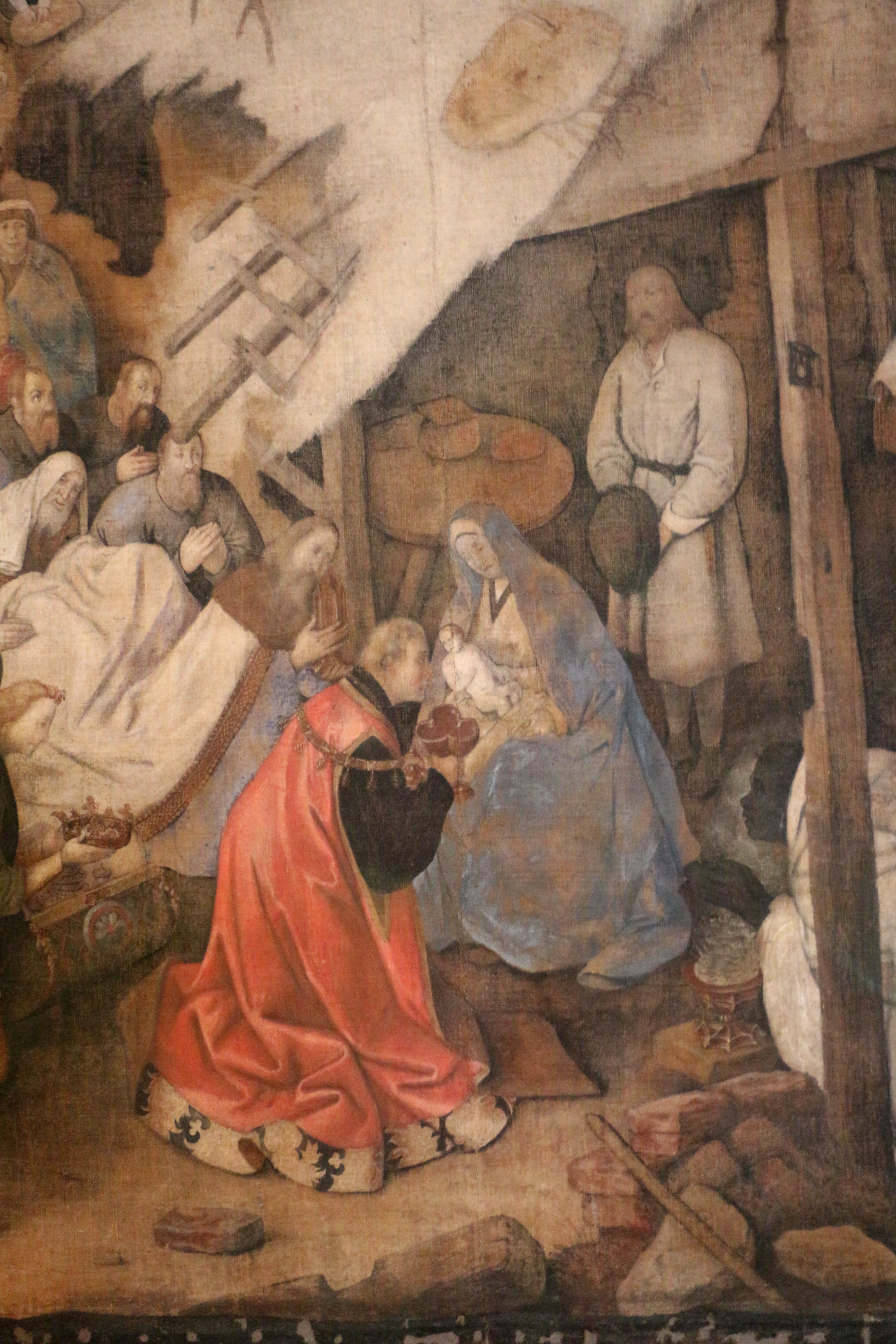
Centrale groep

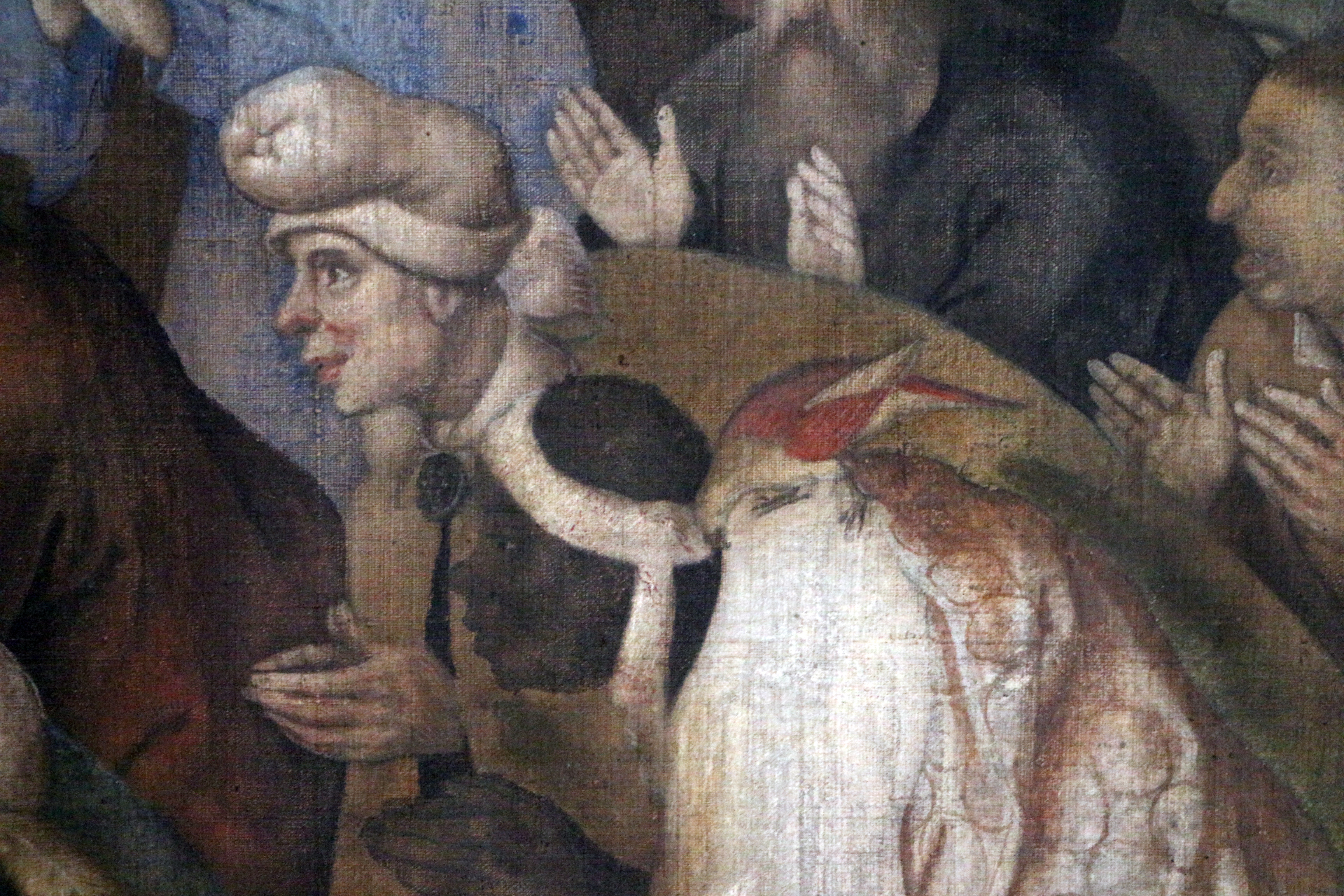
Twee wijzen

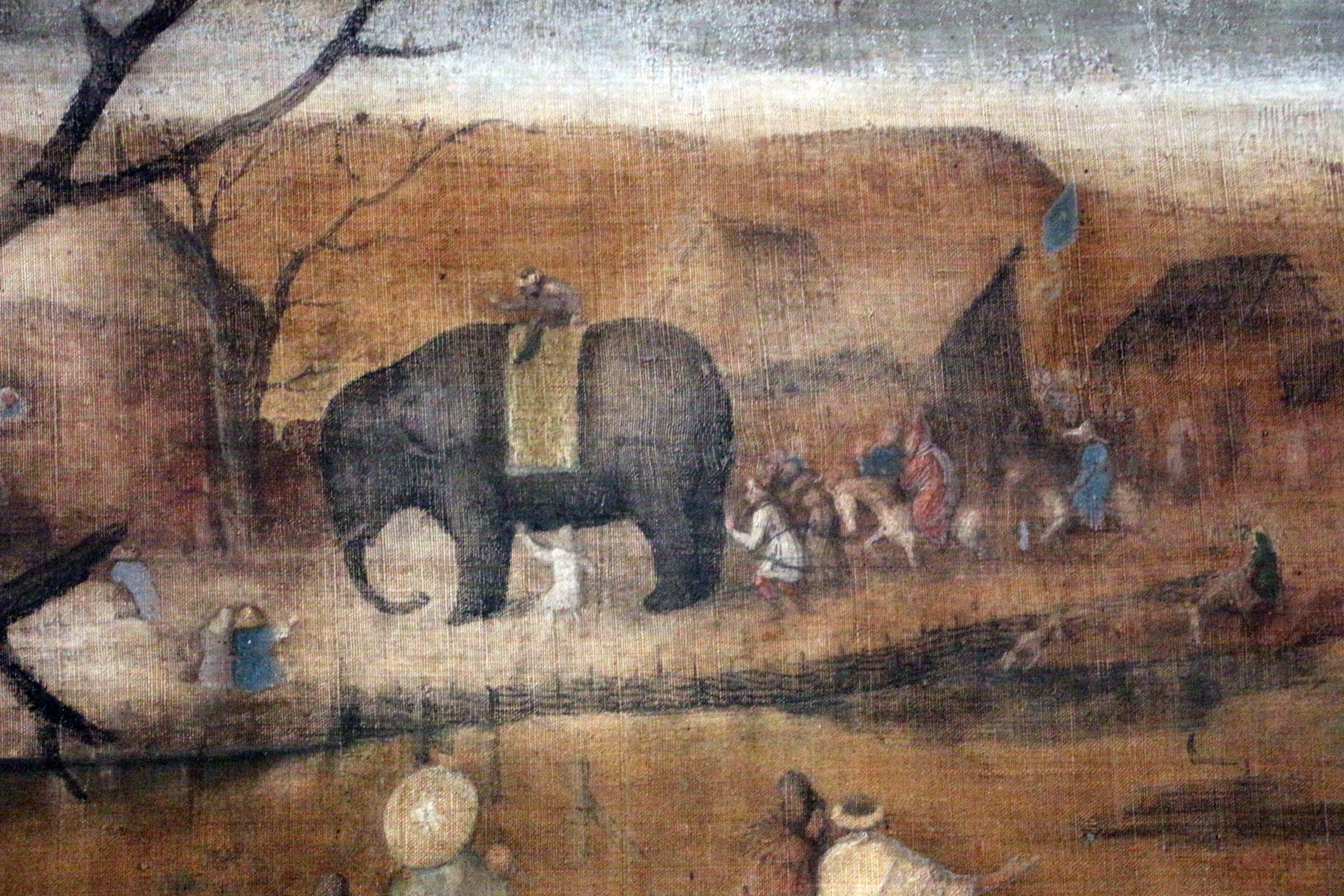
Olifant in de achtergrond

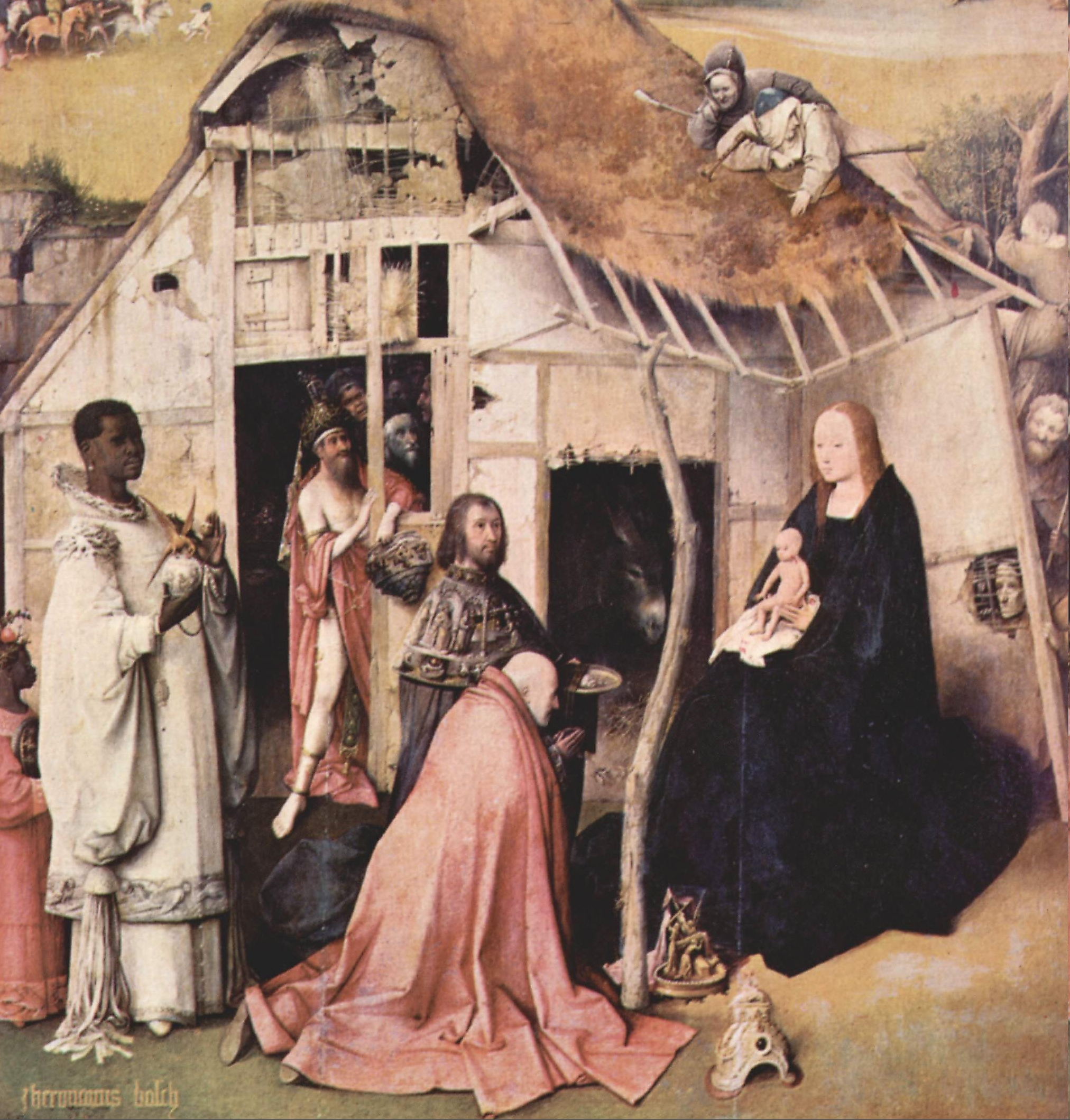
Detail uit het drieluik van Bosch (ca. 1495)

De aanbidding door de wijzen is een schilderij toegeschreven aan Pieter Bruegel de Oude, waarschijnlijk gemaakt rond 1556. Het vroege werk, te zien in de Brusselse Oldmasters Museum, is niet in bijzonder goede staat overgeleverd. Het is een van de vier bewaarde werken die Bruegel maakte met de techniek van het Tüchlein.

## Voorstelling
Als de toeschrijving aan de oude Bruegel correct is, zien we hem hier voor het eerst het populaire thema van de aanbidding der wijzen behandelen. Hij toonde de wijzen met hun drie geschenken zoals vermeld in Matteüs (2:1-12) en plaatste zich duidelijk in de apocriefe traditie, die allerlei bijzonderheden toevoegde aan het bijbelse verhaal. Vanuit vogelperspectief zien we hoe een grote menigte de wijzen gevolgd is uit de stadspoort van Bethlehem naar de gammele stal waar Maria bevallen is. De meesten lijken perfect onbewogen, zich niet bewust dat het goddelijke in hun midden is verschenen. De wijzen zijn prachtig uitgedost en hebben allerlei exotische dieren in hun kielzog (een olifant, kamelen). Terwijl Maria het naakte Jezuskind presenteert, staat Jozef eerbiedig op de achtergrond. In de boom achter de stal hangt een aarden kruik. Het wapenvolk links in de voorgrond wijst vooruit naar de dreiging van Herodes die reeds in de lucht hangt. Bruegel toonde zich hier een echte regisseur. Hij zou later de Vlucht naar Egypte en de Kindermoord te Bethlehem op doek brengen.

## Invloeden en stijl
Een duidelijke invloed is het Driekoningen-drieluik van Jheronimus Bosch. Vooral de schots en scheve stal is onmiskenbaar geleend, maar ook bijvoorbeeld het voorkomen van de zwarte wijze. Het werk van Bosch moet zich toen nog in Antwerpen hebben bevonden bij de opdrachtgevers Peeter Scheyfve en Agneese de Gramme, zodat Bruegel er makkelijk kennis kon van nemen. Een andere invloed is het wandtapijt dat in de jaren 1520 te Brussel was geweven naar een karton uit het atelier van Rafaël. Bruegels uitgever Hiëronymus Cock maakte er een prent van. Vooral de houdingen van de voorwaarts stromende massa en de exotische dieren lijken schatplichtig aan de Italiaanse compositie. Max Friedländer viel een zeker gebrek aan picturale diepte op in Bruegels figuren, wat hij in verband bracht met de esthetiek van wandtapijten.

## Auteurschap en datering
Het werk is gesigneerd noch gedateerd. Mede door de slechte staat van het doek is de toeschrijving aan Bruegel nooit onomstreden geweest. Recent wordt toch weer bepleit dat het om een autograaf werk van de meester gaat, vooral omdat de goed gepreserveerde delen blijk geven van uitzonderlijke schilderkwaliteit (nuance in de gelaatsuitdrukkingen, inventiviteit in de kledij, de balkende ezel, enz.).
Over de datering bestaat eveneens discussie. De voorgestelde data variëren van 1555 tot 1563, wat in elk geval betekent dat het om een vroeg schilderwerk gaat. Later in zijn carrière zou Bruegel de centrale groep hernemen in de zogenaamde Aanbidding van Londen. Het jaar voordien had hij al De aanbidding door de wijzen in de sneeuw geschilderd, waarvan een kopie ook in de KMSKB hangt.
Uit het atelier van Pieter Brueghel de Jonge zijn meerdere kopieën van de oudste aanbidding bewaard, meestal uitgevoerd in olieverf op paneel.

## Techniek
Bruegel leerde de techniek van het Tüchlein waarschijnlijk van zijn schoonmoeder Mayken Verhulst, die een specialiste was van waterverf en miniatuur. Het schilderen gebeurde op een ragfijn linnen doek zonder enige grondverf, zodat de grondtoon van het doek zelf kwam en het verlijmde tempera direct werd geabsorbeerd. De korte droogtijd vereiste een uiterst trefzekere hand. Door de afwezigheid van olie en vernis konden geen transparantie-effecten worden bereikt, maar ontstond een aparte esthetiek met een bijzondere bleekte en matheid. Bruegel was een van de laatste meesters die de techniek toepaste, zoals drie andere schilderijen uit zijn latere periode getuigen (Het Sint-Maartensfeest, De misantroop en De parabel van de blinden).

## Toestand
De slechte staat van het doek is niet verwonderlijk als in aanmerking wordt genomen dat tüchlein zeker in vochtige klimaten uiterst fragiel zijn. Toch was er ook sprake van onoordeelkundige bewaring en behandeling: het doek vertoont scheuren en vochtkringen en de boorden zijn beschadigd door herhaald spijkeren op een eiken paneel. Die oude, vermoedelijk nog oorspronkelijke montage werd bij een restauratie in 1969 verwijderd.

## Bezit
Het schilderij was in het bezit van Édouard Fétis en werd na zijn overlijden in 1909 geveild in de Galerie J & A Leroy Frères. Het werd aangekocht door de vrienden van de KMSKB, die het werk aan het museum schonken.